# Christian Gullager
Christian Gullager, född 1 mars 1759, död 12 november 1826, var en dansk-amerikansk konstnär.

## Ungdom
Christian Gullager var son till en betjänt hos en ämbetsman. Ämbetsmannen var en ivrig samlare av kopparstick och antas ha hjälpt Gullager att komma in på konstakademien, där han vann den mindre silvermedaljen. 

## Verksamhet
Gullager for 1783 till Amerika, där han först bosatte sig i Newburyport, Massachusetts, senare i Boston och Philadelphia och blev en mycket anlitad och ansedd porträttmålare. Särskilt berömt blev hans porträtt av George Washington.

## Verk av Gullager

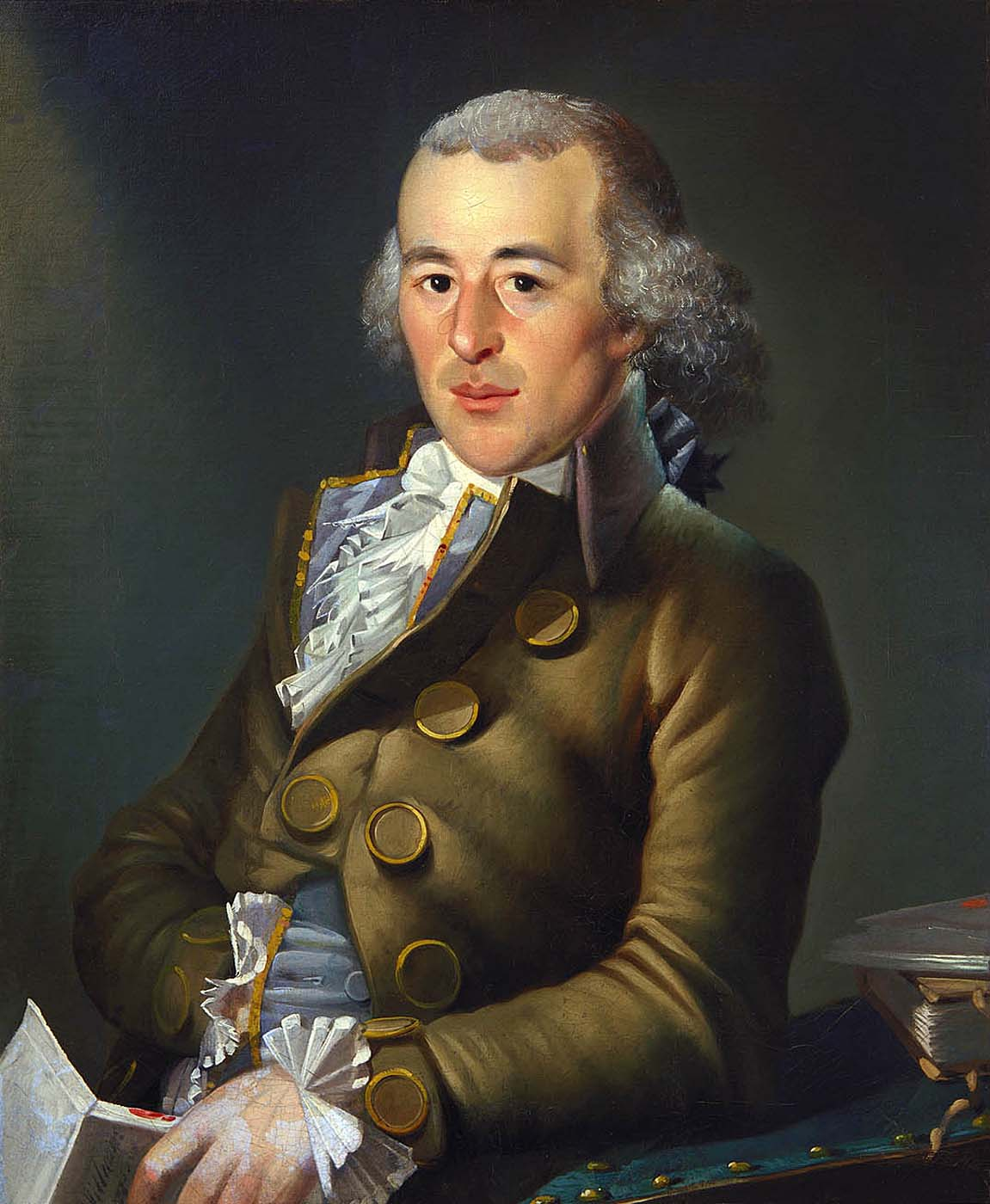
Jeremiah Williams, 1783?
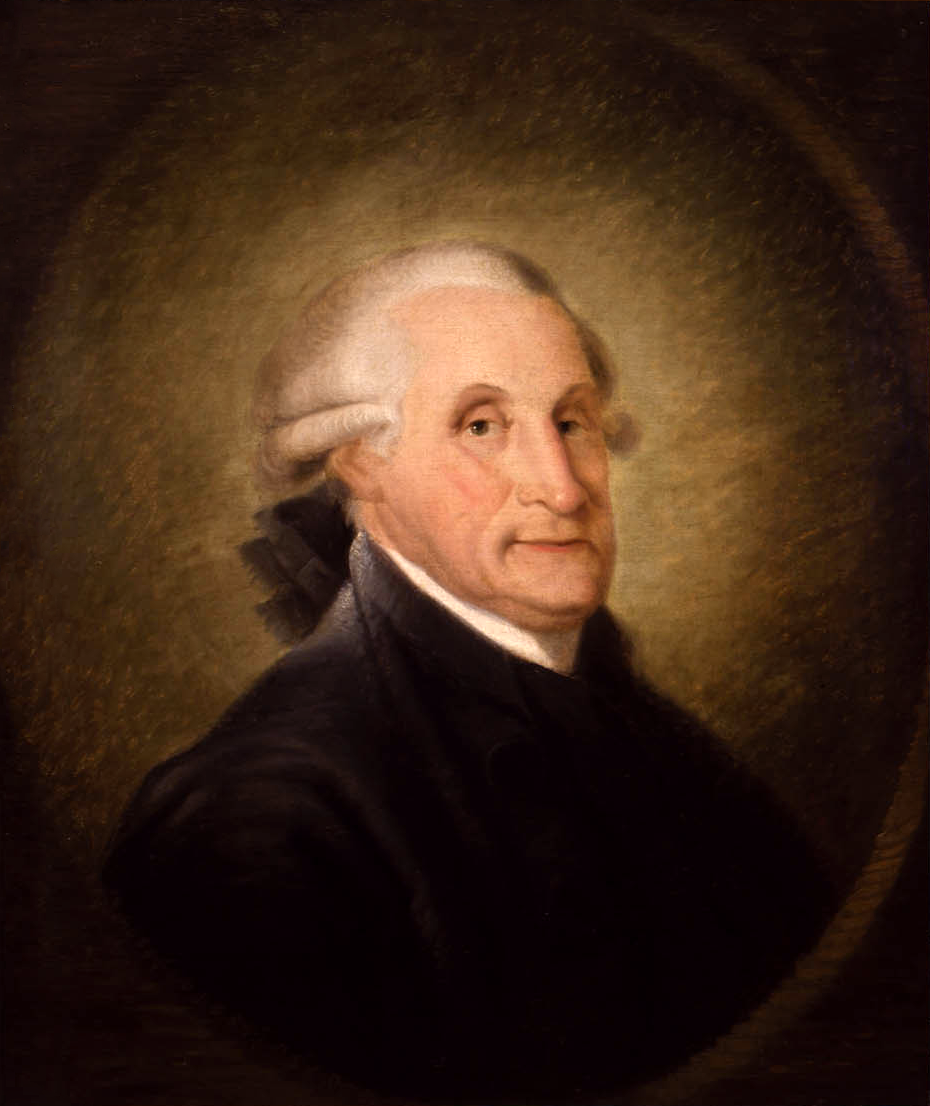
George Washington, 1789.
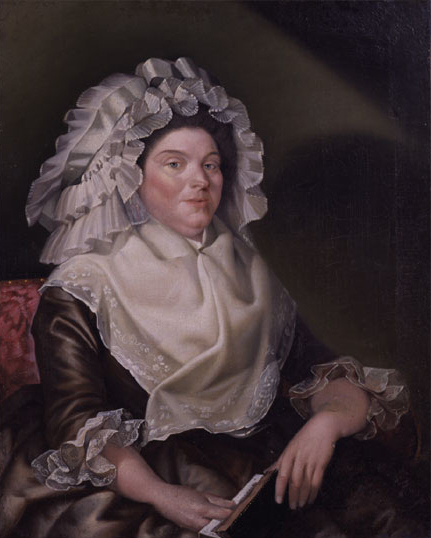
Elizabeth Sewall Salisbury , 1789.
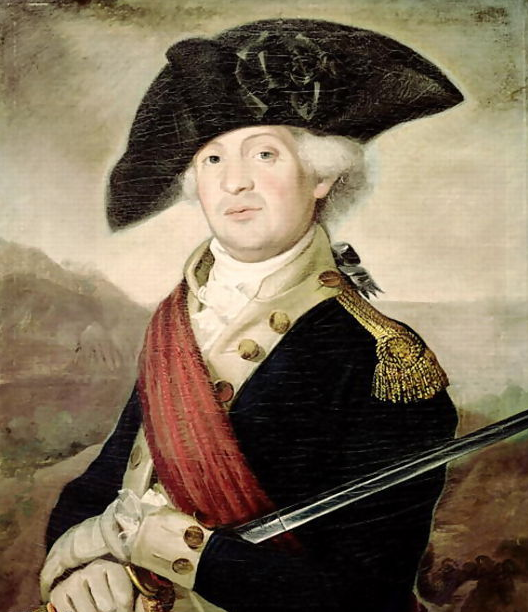
John May, 1789.
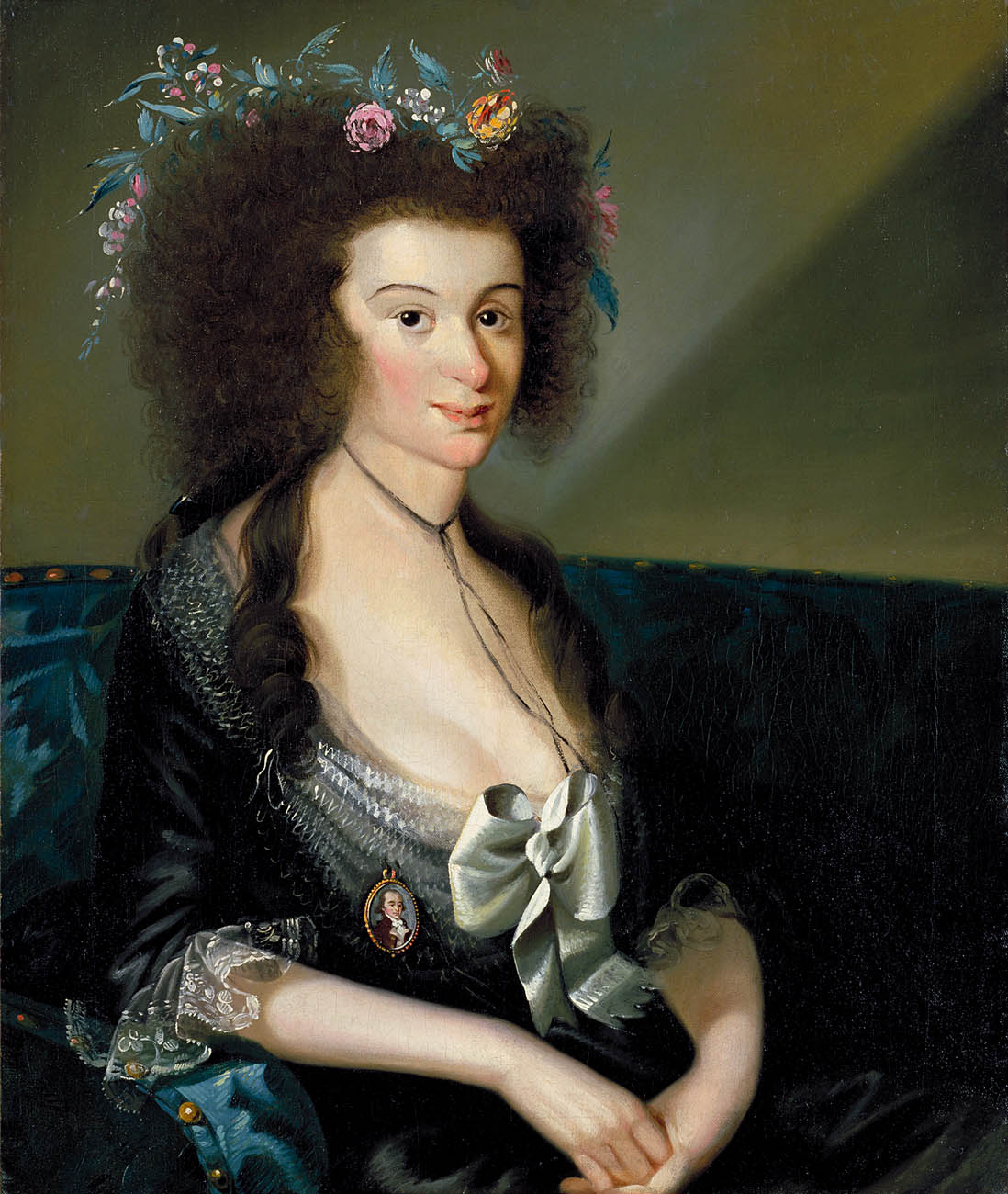
Mathilda Davis Williams, 1791.
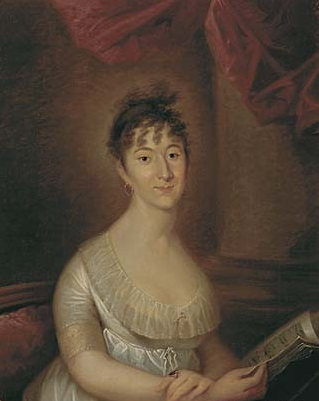
Sarah Woodhull Forman, 1797.